# Filosofia clínica
Filosofia clínica é uma experiência de utilização terapêutica da filosofia. O termo  (em alemão: klinische Philosophie, em francês: philosophie clinique, em inglês: clinical philosophy) foi cunhado pelo psicólogo russo, radicado na alemanha Hilarion Petzold em 1971 e tratado por algumas outras pessoas, como o filósofo japonês Kiyokazu Washida ou o cientista norte-americano James Elliott.
No Brasil, o termo está diretamente relacionado com a metodologia desenvolvida pelo filósofo gaúcho Lúcio Packter em meados da década de 1990. Segundo Gilberto Sendtko a "Filosofia Clínica é uma metodologia filosófica de desenvolvimento de processos terapêuticos altamente personalizados, criados a partir e para cada sujeito atendido".

## Contexto
A partir década de 1980 o termo, muitas vezes confundido com aconselhamento filosófico (do inglês: philosophical counseling), passou a ser popularmente associado com as obras de diversos pensadores, entre elas com a do filósofo canadense Lou Marinoff, e do filósofo francês Marc Sautet.[carece de fontes?]
O termo aconselhamento filosófico assemelha-se à  prática filosófica (do alemão: philosophische praxis) ou consultório filosófico, propostos pelo filósofo alemão Gerd B. Achenbach em 1981, a partir da concepção epicurista de filosofia como "terapia da alma".

## No Brasil
Lúcio Packter sistematizou uma versão própria de terapia filosófica a que chamou de Filosofia Clínica, nos anos 1980.  A Filosofia Clínica, segundo Packter, "trabalha a partir das diversas tradições da filosofia ocidental em direção das  questões existenciais" ou - em outras palavras - "utiliza os saberes da filosofia para a vida da pessoa". Na Filosofia Clínica não há os conceitos de doença, de tipologia e patologia, mas sim modos diferentes de existir, com representações de mundo que dão origem a maneiras singulares de existência. E é por isso que na Filosofia Clínica não há "curas", mas cuidados que ajudam a resolver as questões existenciais (choques estruturais) da pessoa. Hoje é compreendida como um método de desenvolvimento de processos terapêuticos altamente personalizados, desenvolvidos a partir e para cada sujeito atendido. Opera através de diversas correntes filosóficas, com predominância da Fenomenologia, da Analítica da Linguagem e do Estruturalismo e, com a assimilação do Logicismo Formal, da Epistemologia, e da  Historicidade.
Inicialmente foi divulgada e implantada pelo Instituto Packter, de Porto Alegre, no Rio Grande do Sul, que oferecia cursos para habilitar "filósofos clínicos" (terapeutas) ou "especialista em filosofia clínica".  Em 2008, já com um grande número de centros de formação pelo país, foi criada a Associação Nacional dos Filósofos Clínicos (ANFIC), para agregar e defender os interesses dos "filósofos clínicos", cuidando dos aspectos éticos e, apoiando as atividades  autônomas dos centros de formação.
Atualmente há centros de formação no Rio Grande do Sul, em Porto Alegre - Instituto Packter e Casa da Filosofia Clínica - Caxias, São Leopoldo e outros; em Santa Catarina, em Florianópolis, Crisciúma e Chapecó (inclusive na modalidade EAD), no Paraná, em Curitiba; em São Paulo, na Capital - Instituto Interseção e Recanto da Filosofia Clínica - Campinas, Sorocaba e Bariri; no Rio de Janeiro, na Capital, em Niterói e em Petrópolis; em Minas Gerais, em Belo Horizonte, Divinópolis, Uberlândia, São João del Rei e em Juiz de Fora; em Goiás, em Goiânia e Anápolis; no Ceará, em Fortaleza;  no Mato Grosso, em Cuiabá e; ainda com experiências na Bahia, Espírito Santo, Mato Grosso do Sul e Amazonas. Diversos destes estão localizados dentro de universidades ou faculdades, as quais ministram os cursos de formação em Filosofia Clínica na modalidade pós-graduação lato sensu, com o devido reconhecimento pelo Ministério da Educação (MEC).
Além das atividades docentes e dos atendimentos individuais há núcleos especializados no atendimento  de hospitais, grupos profissionais e consultoria empresarial. Os principais eventos são a "Semana de Estudos" (anual, em sua 21a edição, em 2018), o "Encontro Nacional" (20a edição em 2018), "Colóquio Nacional" (7a edição em 2018), "Encontro Mineiro" (15a edição em 2018), além dos encontros paulistas, do sul, e outros.

## Literatura (seleção)
- Gerd B. Achenbach: Die reine und die praktische Philosophie. Viena 1983.
- Gerd B. Achenbach: Philosophische Praxis Cologne 1984, 2. ed. 1987
- Lou Marinoff: Mais Platão Menos Prozac, ed. Record 2001, ISBN 8501058483
- Lúcio Packter: Filosofia Clínica: Propedêutica, 2001 (3. ed. 2005), ISBN 8585627328
- Hélio Strassburger: Filosofia Clínica: Poéticas da singularidade, e-paper 2007, ISBN 857650099X
- Will Goya: A Escuta e o Silêncio. Lições do Diálogo na Filosofia Clínica/Listening And Silence. Lessons from Dialog in Clinical Philosophy, 2008, ed. UCG, ISBN 978-85-7103-496-9
- Monica Aiub: Filosofia Clínica e Educação, ed. WAK 2007, ISBN 8588081377
- Shlomit C. Schuster Philosophy Practice: An Alternative to Counseling and Psychotherapy, Westport, Conn.: Praeger Publishers, 1999.
- Shlomit Schuster The Philosopher's Autobiography: A Qualitative Study ,Westport, Conn: Praeger Publishers, 2003.
- Witzany Guenther, Mitdenker.at 30 Jahre Telos-Philosophische Praxis, BoD, Norderstedt, 2017.